# Star 744

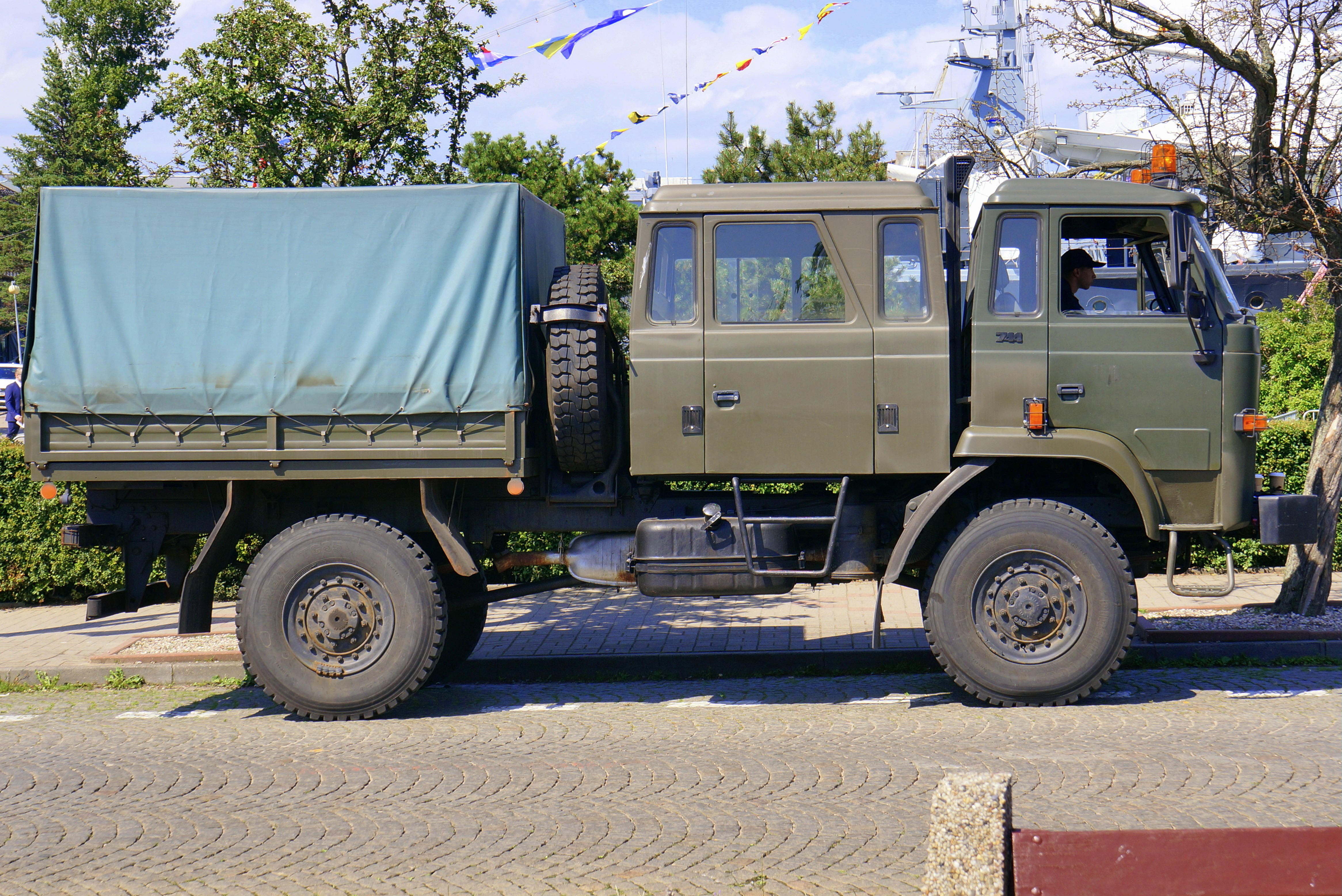
Star 744 eksploatowany przez wojsko

Star 744 – polski terenowy samochód ciężarowy, produkowany przez firmę FSC Star w Starachowicach, głównie na potrzeby Wojska Polskiego i firm energetycznych. Następca samochodu Star 244 mający również częściowo zastąpić samochody Star 266.
Star 744 produkowany był w trzech wersjach, różniących się kabinami. Wersja podstawowa miała kabinę dla dwóch osób, wersja „Energetyka” - dodatkową kabinę dla 6 osób, a wersja „Geofizyka” dużą kabinę i część bagażową. Na podwoziu Stara 744 umieszczano też sprzęt specjalistyczny.
Samochód bywał wyposażany w napędzaną elektrycznie wyciągarkę o uciągu 45 kN.
Między innymi, w 1999 roku Wojsko Polskie zakupiło 32 ciężarówki tego modelu, a w 2000 roku 50.